# Барано (Л'Аквила)
Барано (итал. Barano) је насеље у Италији у округу Л'Аквила, региону Абруцо.
Према процени из 2011. у насељу је живело 328 становника. Насеље се налази на надморској висини од 831 м.